# 關東擬鰟鮍
關東擬鳑鲏（学名：Pseudorhodeus tanago）為輻鰭魚綱鯉形目鱊科擬鳑鲏屬的一種，為溫帶淡水魚，被IUCN列為瀕危保育類動物，分布於日本關東地區，目前僅分布在千葉縣和栃木縣的部分地區，因都市開發成長，在神奈川縣、群馬縣、埼玉縣和東京都已經滅絕，1974年被指定為國家天然紀念物，1994年被指定為國內珍稀野生動植物種。本魚種首次由Shigeho Tanaka於1909 年命名為Rhodeus tanago，之後又被歸類在田中鳑鲏屬(Tanakia)，2014年的一項研究表明它在遺傳上與其他田中鳑鲏屬的魚類不同，並歸類在Pseudorhodeus屬。本魚體呈橢圓形且側扁，頭部略尖，背部略隆起，吻部具有一對小觸鬚，體色因分布地區不同略有差異，一般雄魚體背部紅棕色，臀鰭和腹鰭有黑色邊緣，內側有紅色和白色條紋，尾鰭通常以紅色為主，邊緣呈黑色，體長可達5.6公分，棲息在植物生長茂密的底中層水域，繁殖期時雌魚會將卵產在貽貝中，幼魚孵化而且停留在貝殼內中，直到它們能游泳。

## 扩展阅读
維基物種上的相關：關東擬鳑鲏